# Столкновение над Ки-Уэстом
Столкновение над Ки-Уэстом — авиационная катастрофа, произошедшая в среду 25 апреля 1951 года в небе над Ки-Уэстом. Пассажирский самолёт Douglas DC-4 кубинской авиакомпании Cubana следовал из Майами в Гавану и пролетал близ Ки-Уэста, когда посреди ясного неба он столкнулся с Beechcraft SNB-1 Kansan, принадлежащемго  Военно-морскому флоту США. В результате столкновения оба самолёта потеряли управление и рухнули в воду, при этом погибли 43 человека.

## Самолёты

### Douglas DC-4
Douglas C-54A-15-DC Skymaster с заводским номером 10368 был выпущен на заводе Douglas в Чикаго (штат Иллинойс) в августе 1944 года. 7 августа самолёт поступил к заказчику — американским военно-воздушным силам, где эксплуатировался под бортовым номером 42-72263. После окончания военных событий, 24 июня 1946 года самолёт вернулся на завод-изготовитель, имея к тому времени наработку 1970 часов. Там его вскоре переделали в гражданский вариант — DC-4, после чего 11 апреля 1947 года уже под бортовым номером N88925 продали американской Pan American-Grace Airways (Panagra) — дочерней авиакомпании Pan American World Airways (Pan Am), куда он поступил через пару дней. 22 января 1948 года борт N88925 перешёл уже к самой Pan Am, а 1 апреля того же, 1948 года был продан на Кубу национальной авиакомпании Compania Cubana de Aviacion, S. A., известной также как просто Cubana. На Кубе авиалайнер прошёл перерегистрацию, в результате которой бортовой номер сменился на CU-P188, а также получил имя Estrella de Cuba. Через 4 месяца (1 августа) бортовой номер сменился на CU-T188 (встречается также вариант CU-T-188). Общая наработка самолёта составляла 13 218 часов.
Его лётный экипаж (в кабине) состоял из трёх человек:
- Командир воздушного судна — 50-летний Хавьер С. Базан (исп. Javier Z. Bazan), работавший в авиакомпании Cubana со 2 сентября 1938 года. Его общий лётный стаж составлял 12 158 часов, в том числе 1317 часов на самолётах типа DC-4 и 370 часов полётов по приборам;
- Второй пилот — 29-летний Хесус Ф. Пачеко (исп. Jesus F. Pacheco), работавший в авиакомпании Cubana с 13 октября 1941 года. Его общий лётный стаж составлял 4557 часов, в том числе 2791 час на самолётах типа DC-4;
- Проверяющий — Орландо С. Фернандес (исп. Orlando S. Fernandez) — старший пилот авиакомпании Cubana, работавший в ней с 1 декабря 1935 года, в должности — с 19 марта 1949 года. Его общий лётный стаж составлял 9451 час, в том числе 363 часа на самолётах типа DC-4.

В салоне работали два стюарда: Пабло Аурелиано Нестор Валенсия (исп. Pablo Aureliano Nestor Valencia) и Педро Мартенесмолес (исп. Pedro Martenezmoles).

### Beechcraft Kansan
Двухдвигательный Beechcraft SNB-5 Kansan с бортовым номером 39939 (заводской — 3671, позывные — 939) из военно-морской авиации США имел общую наработку 993 часов, а пилотировал его экипаж в следующем составе:
- Инструктор — лейтенант Роберт Лоулер Стюарт (англ. Robert Lowler Stuart,);
- Стажёр — мичман Фрэнсис Лэвелл Риди (англ. Francis Lavelle Ready);
- Стажёр — прапорщик Юджин Сэмюэл Бардсли (англ. Eugene Samuel Bardsley);
- Радист — Альфред Лерой Гассер (англ. Alfred Leroy Gasser).

## Катастрофа
В тот день кубинский «Дуглас» выполнял регулярный пассажирский рейс CU-493 из Майами (США) в Гавану (Куба), а в 10:23 экипаж через офис авиакомпании Pan Am, которая была представителем авиакомпании Cubana в США, подал в Майамский центр управления воздушным движением запрос на выполнение полёта в Гавану на эшелоне 6000 футов (1800 м). Далее, ожидая своей очереди на взлёт, экипаж получил от диспетчера взлёта и посадки разрешение на полёт до Гаваны на высоте 4000 футов (1200 м) и рекомендацию выполнять на данной высоте визуальный полёт до получения разрешения на дальнейший набор высоты, так как эшелон 6000 футов (1800 м) был пока занят другим самолётом. В 11:09 с 34 пассажирами и 5 членами экипажа на борту рейс 493 вылетел из Майамского аэропорта.
В 11:14 из диспетчерского центра Майами в офис компании Pan Am по телефону поступило сообщение, что рейсу 493 компании Cubana дано разрешение подниматься и занимать высоту 4000 футов. Представитель Pan Am передал это разрешение кубинскому экипажу в 11:19, когда тот доложил о высоте полёта 2000 футов (610 м) и расчётном времени прохождения Ки-Уэста в 11:48, после чего в ответ на полученное разрешение доложил о подъёме с 2000 до 4000 футов. Это было последнее известное сообщение с борта CU-T188.
Через минуту, в 11:20 на военно-морском аэродроме Ки-Уэст запросил разрешение на взлёт Beechcraft SNB-5 борт 39939. Самолёт должен был выполнять учебный полёт с отработкой пилотирования по приборам. Следуя по магнитному курсу 250° на скорости 140 узлов, следовало пройти восточнее радиомаяка Ки-Уэст, после подтверждения о прохождении которого поворачивать на запад со снижением и, следуя по курсу 279°, замедлиться до 105 узлов, после чего выпускать шасси и снижаться до 1300 футов (400 м), имитируя заход на посадку по приборам. В его левом кресле (командира) сидел лейтенант Роберт Стюарт, а в правом — мичман Фрэнсис Риди. В 11:26 самолёт с 4 членами экипажа на борту поднялся в воздух, после чего экипаж в соответствии с полётным планом перешёл на частоту морской спасательной авиации. В 11:28 SNB-5 связался с наземной перехватывающей радиостанцией, выполнив обычные переговоры, при этом не сообщая о своём местонахождении и высоте. Это была последняя известная радиопередача с бортом 39939.

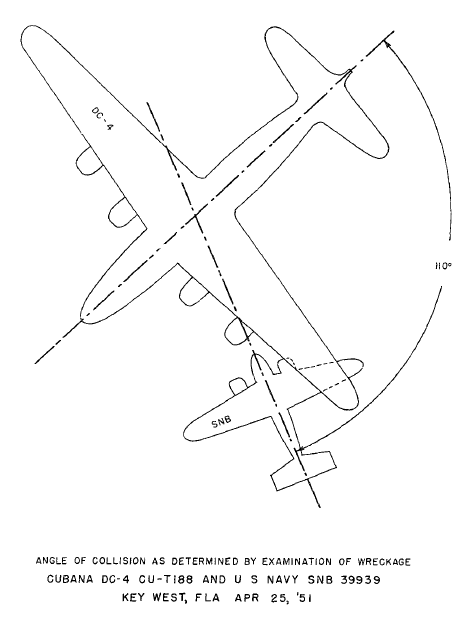
Схема столкновения

Около 11:48 очевидцы на земле наблюдали DC-4, который следовал на высоте около 4000 футов (1200 м) по курсу 223°. SNB примерно в это же время наблюдался к востоку от Ки-Уэста и следовал курсом 250°. В 11:49 кубинский авиалайнер пролетал в 1,6 мили (2,6 км) к западу от аэродрома Ки-Уэст в южном направлении, когда посреди ясного неба в него слева врезался летящий на запад военный самолёт. В результате столкновения «Бичкрафт» сразу рухнул в воду, тогда как «Дуглас» ещё продолжал лететь. Экипаж пытался спасти свой самолёт и людей, но авиалайнер начал входить в левый крен, который вскоре достиг критического значения. Опустив нос, лайнер рухнул в воду примерно в 1,7 мили (2,7 км) к юго-западу от точки столкновения, после чего затонул на глубине 25 футов (7,6 м).
В 11:50 дежурный аэродрома Ки-Уэст был извещён, что поблизости произошла катастрофа. О том, какие самолёты разбились, стало ясно только в 12:00, после чего была начата спасательная операция. Поиски велись 7 дней, но ни одного выжившего найдено не было. Все находящиеся на обоих самолётах 43 человека (39 на DC-4 и 4 на SNB) погибли. Всего было найдено 41 тело: 2 с SNB и все 39 с DC-4.

## Расследование
В ходе поисковых работ были найдены оба самолёта, после чего также прочесали дно в радиусе 500 ярдов (460 м) вокруг каждого из них, а также там, куда, как указывали свидетели, упали отдельные части. В поисках приняли участие 20 водолазов, которые провели под водой в общей сложности 680 часов. Было поднято 88 % конструкции DC-4 и 80 % конструкции SNB, после чего обломки разместили для изучения на удалении около 548 ярдов (501 м) от берега и к западу от военной базы. Достаточно быстро удалось определить относительное положение самолётов в момент первого удара, так как на левом крыле пассажирского самолёта имелись следы удара лопастями правого воздушного винта военного самолёта. Курсы самолётов пересекались под углом около 110°.
Рейс 493 от Майами до Ки-Уэста должен был следовать курсом 223°, после чего поворачивать на курс 197° и продолжать полёт до Гаваны. Вес и центровка обоих самолётов были в пределах допустимого. Так как военный экипаж выполнял учебный полёт, то со стороны стажёра имелась специальная оранжевая шторка, которая закрывала обзор спереди, но при этом позволяла вести наблюдение через боковые окна. Погодные условия на момент происшествия были хорошими: отдельные облака с нижней границей 2600 футов (790 м), температура воздуха 81 °F (27 °C), точка росы 68 °F (20 °C), ветер северо-восточный 13 узлов, видимость 15 миль (24 км). Хотя по данным метеонаблюдения в 11:24 и 12:25 на небе имелись отдельные облака, экипаж рейса 457 компании National Airlines сообщил, что когда он в 11:41 проходил Ки-Уэст, то небо было ясным, а видимость неограниченной. Солнце в это время уже стояло достаточно высоко (76,9°) и потому не могло ослепить пилотов.
Хотя не было свидетелей, которые бы видели, как кубинский самолёт поворачивает на новый курс, в момент столкновения он уже, вероятно, успел занять курс на Гавану. Американский самолёт за минуту до столкновения следовал курсом 250°, то есть он уже совершил поворот на запад и теперь мог выполнять инструментальный заход на посадку. Так как свидетели происшествия не наблюдали, чтобы хоть один из самолётов попытался уклониться, то возможно, что экипажи не заметили друг друга, либо заметили, но уже слишком поздно, чтобы избежать столкновения.

## Причина
1. Авиакомпания Cubana de Aviacion, S. A. имела выданное Федеральным управлением гражданской авиации США разрешение для выполнения пассажирских и почтовых перевозок между Гаваной (Куба) и Майами (Флорида).
2. Кубинские самолет и экипаж своевременно проверялись Управлением гражданской авиации Кубы, а план полёта по приборам от Майами до Гаваны был надлежащим образом подготовлен.
3. Самолёт военно-морского флота был исправен и надлежащим образом подготовлен, а его экипаж имел необходимый допуск для выполнения полёта.
4. В районе Ки-Уэста стояла ясная погода с неограниченной видимостью.
5. Полёт каждого самолёта до столкновения был вполне обычным и проходил в соответствии с планом.
6. В результате столкновения самолёты разрушились, а все находящиеся в них люди погибли.

Причиной катастрофы была названа ошибка обоих экипажей, которые не проявили достаточной бдительности при выполнении визуальных полётов и не предотвратили столкновение.
Также председатель комиссии Дональд Уильям Нироп направил в Федеральное управление гражданской авиации США письмо с предложением о внесении изменений в действующие на тот момент положения об управлении воздушным движением по самолётам, следующих по правилам визуальных полётов.

### Комментарии
1. ↑  В отчёте модель самолёта указана как C-54B.
2. ↑  В некоторых источниках модель самолёта указана как SNB-1.
3. ↑  Здесь и далее по умолчанию указано Североамериканское восточное время (EST)